# Fulton John Sheen
Časni sluga Božji Fulton John Sheen (rođen kao Peter John Sheen, El Paso, SAD, 8. svibnja 1895. – New York, 9. prosinca 1979.) bio je američki katolički biskup i poznati televizijski i radijski propovjednik.

## Životopis
Fulton J. Sheen rođen je kao najstariji od četiri sina. Godine 1919. zaređen je za svećenika. Od 1951. do 1966. bio je pomoćni biskup u New Yorku. Zatim je tri godine kasnije postao biskup Rochestera. Ubrzo nakon toga, imenovan je naslovnim nadbiskupom Newporta.
Vodio je televizijski program pod nazivom Život je vrijedan življenja (eng. Life Is Worth Living), emitiran u 50.-im godinama. Redovito ga je gledalo preko trideset milijuna gledatelja. Za svoj televizijski rad dva puta je osvojio nagradu Emmy.
Tijekom svog svećeništva prakticirao je svakodnevno pobožnost Svete ure i aktivno promicao tu praksu. Potaknuo je protestante, da prakticiraju Svetu uru sa Svetim pismom.
Fulton Sheen je umro 1979. u dobi od 84. godine i pokopan je u katedrali sv. Patrika u New Yorku.

## Djela
Naslovi prevedeni na hrvatski jezik
- Vječni Galilejac (The Eternal Galilean) [2] (elektronička inačica)
- Prva ljubav svijeta (The World’s First Love) [3] (elektronička inačica)
- Žena : Marija iz Nazareta (The Woman) [4] (elektronička inačica)
- Život Kristov (Life of Christ) [5] (elektronička inačica)
- Božanska avantura [6] (elektronička inačica)
- Isplati se živjeti (Life is Worth Living) [7] (elektronička inačica)
- Sedam posljednjih riječi : poruka s Križa (The Seven Last Words) [8] (elektronička inačica)
- Sedam blaženstava i križ (The Cross and the Beatitudes) [9] (elektronička inačica)
- Duga boli (The rainbow of Sorrow) [10] (elektronička inačica)
- Križni put (The Way of the the Cross) [11]
- Stvoreni za sreću : ključ za svrhoviti život (Remade for Happiness) [12]
- Božanska romansa (The Divine Romance) [13]

## Štovanje
Godine 2002. počeo je proces njegove kanonizacije. Deset godina kasnije, papa Benedikt XVI. potvrdio je dekret o njegovim herojskim krepostima.

## Vanjske poveznice
Mrežna mjesta
- Zaklada Nadbiskup Fulton John Sheen (The Archbishop Fulton John Sheen Foundation), službeno mrežno mjesto (engl.)
- Life is Worth Living, službeno mrežno mjesto (engl.)
- Nadbiskup Fulton John Sheen, na stranicama Američkoga katoličkoga sveučilišta (engl.)

Sestrinski projekti
|  | Wikicitati imaju zbirke citata o temi Fulton John Sheen |